# Carl Liebermann
Carl Theodore Liebermann (ur. 23 lutego 1842 w Berlinie, zm. 28 grudnia 1914 tamże) – niemiecki chemik specjalizujący się w chemii organicznej i chemii przemysłowej.

## Życiorys
Potwierdził budowę chemiczną alizaryny zaproponowaną przez Pierre’a Jeana Robiqueta i dokonał redukcji tego związku do antracenu.
W 1867 wraz z Carlem Gräbem potwierdził budowę naftalenu według koncepcji zaproponowanej przez Emila Erlenmeyera, zakładającej dwa wspólne atomy węgla w cząsteczce. W 1868 roku opracowali oni metodę syntezy alizaryny z antracenu metodą bromowania (metoda ta nie została wdrożona i nie znalazła zastosowania przemysłowego, ponieważ w 1869 roku Heinrich Caro opracował tańszą syntezę metodą sulfonowania) oraz udowodnili identyczność struktury i właściwości tego barwnika uzyskanego różnymi metodami.
Liebermann opracował metodę identyfikacji obecności fenoli, obecnie znaną jaką metoda Liebermanna bazującej na zaproponowanej przez Liebermana reakcji charakterystycznej dla fenolu (obecnie zwana reakcją Liebermanna). Reakcja ta, została zaadaptowana do wykrywania amin 2-rzędowych, lub określania rzędowości grupy aminowej (reakcja z fenolem), lub do oznaczania nitrozoamin.
Był profesorem na Uniwersytecie w Berlinie (1871–1914, tytuł profesorski uzyskał w 1870).
W 1875 roku zsyntetyzował 2-naftyloaminę, badał się alkaloidy roślinne, odkrył izomerię aldehydu cynamonowego i rozpoczął prace nad syntezą kokainy (związek ten otrzymał dopiero Richard Willstaetter w 1923).